# Rheinische Keramik

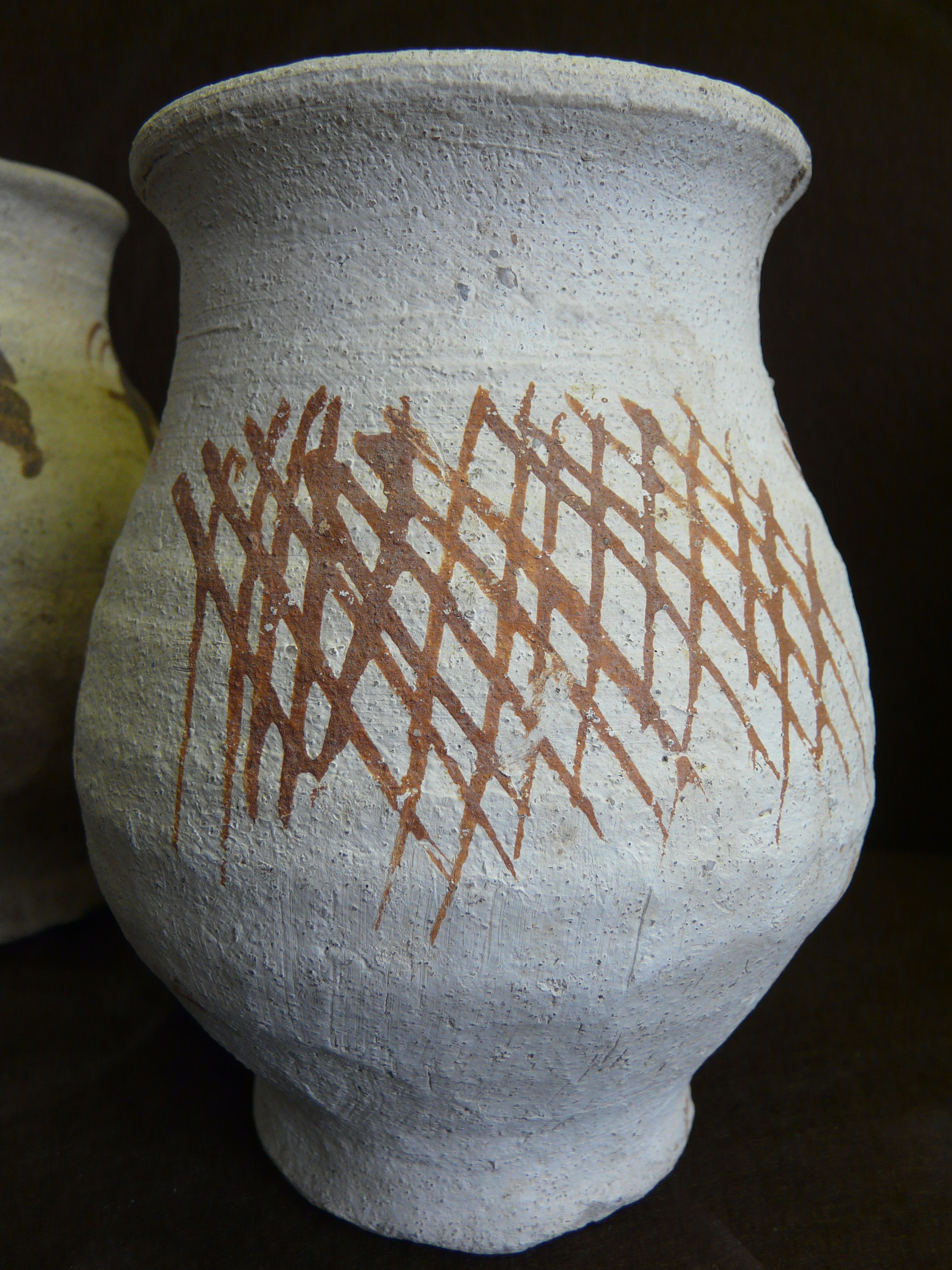
Pingsdorfer Keramik (12. Jh.),
Museum Burg Linn

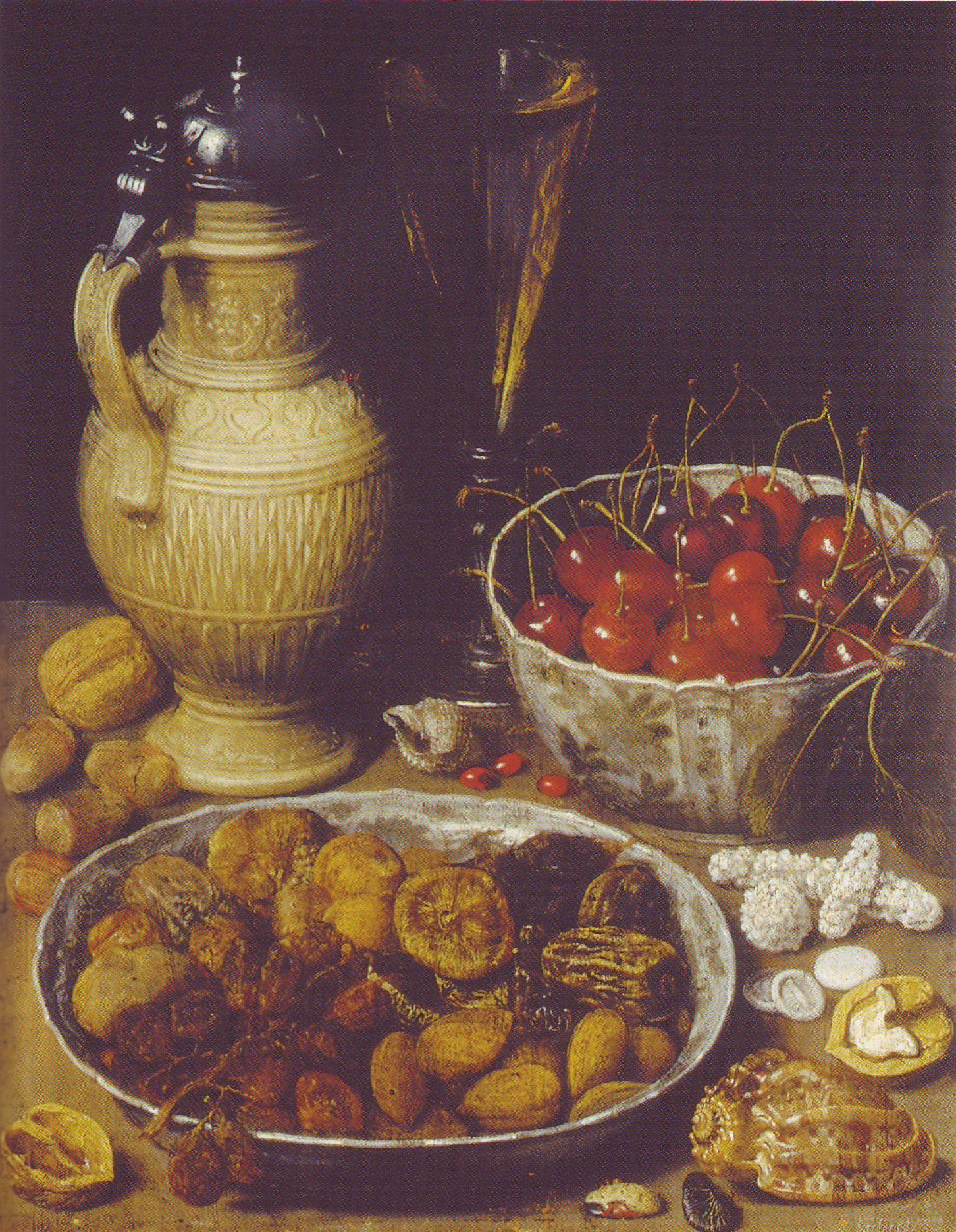
Dörrobst und Siegburger Kanne, Stillleben von Georg Flegel

Rheinische Keramik ist ein Sammelbegriff für Produkte aus den mittelalterlichen und neuzeitlichen Töpfereizentren des Rheinlandes.

## Allgemeines
Im Rheinland sind an verschiedenen Orten oberflächennahe Tonvorkommen bekannt. Die Tone konnten daher mit einfachen Mitteln in Tongruben abgebaut, anschließende aufbereitet und schließlich gebrannt werden. Als Energiequelle zum Betrieb der Brennöfen wurde Holz verwendet.

## Ältere Keramikproduktionen
Bereits während der Vorzeit haben Töpfer Tonwaren für den lokalen Bedarf hergestellt. So wurde ein Töpferofen der Spätlatènezeit im Vicusbereich von Bonn ausgegraben.
Aus provinzialrömischer Zeit ist in verschiedenen Orten eine Keramikproduktion nachgewiesen. In Köln wurden nicht nur Gefäße für den täglichen Gebrauch hergestellt, sondern auch andere Formen. So signierte ein Hersteller von Terrakotten eine Statuette mit der Darstellung von drei Matronen mit CCAA ipse Fabricius f(ecit) (Köln, von Fabricius selbst gemacht). Töpferöfen sind auch in anderen Siedlungen nachgewiesen, darunter im Bereich der Vici der Militärlager von Bonn, Neuss sowie in Zivilsiedlungen bei Aachen, Jülich und Vettweiß-Soller.

## Mittelalter und Neuzeit

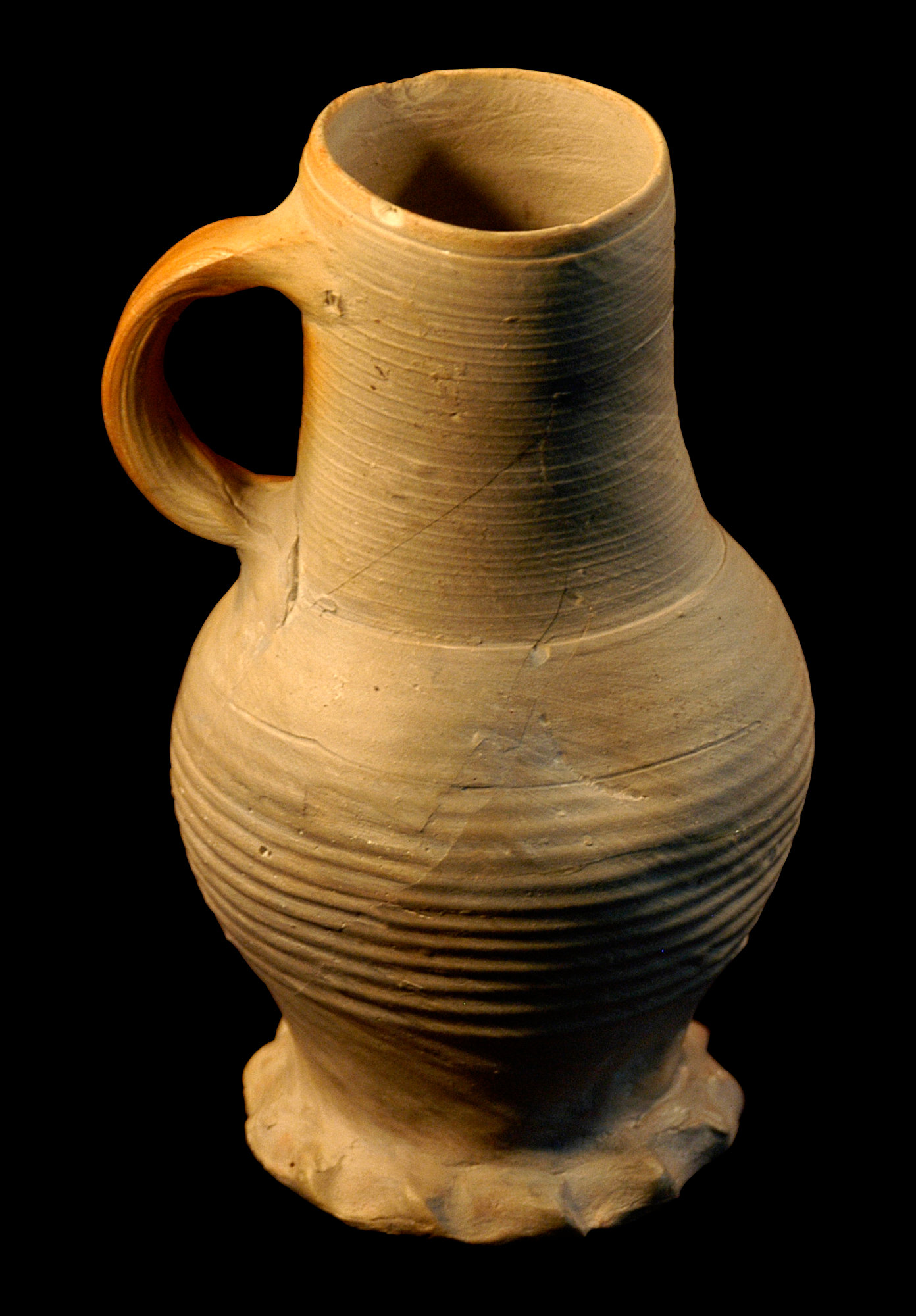
Krug aus Siegburger Keramik des späten 14. Jahrhunderts

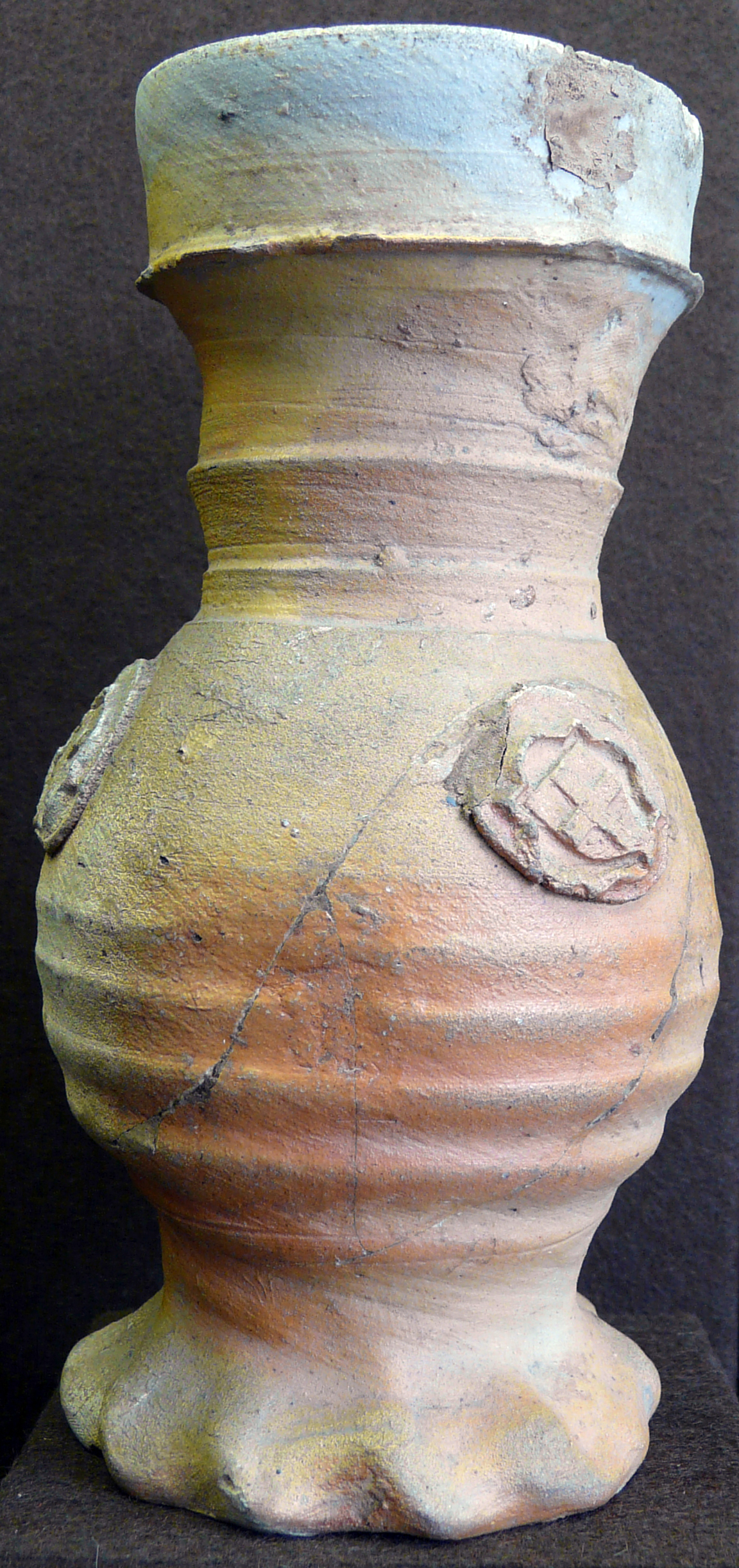
Siegburger Keramik (15. Jh.),
Museum Burg Linn

Im Mittelalter sind im Rheinland zahlreiche Produktionszentren bekannt, die Irdenware und später auch Steinzeug herstellten. Charakteristische Gefäßformen und Verzierungsweisen werden dabei traditionell oft nach diesen Orten benannt. Bekannte Beispiele sind etwa die helltonige, rot bemalte, irdene Pingsdorfer Keramik oder das Siegburger Steinzeug. Mit bloßem Auge und nach einzelnen Scherben lässt sich nicht immer beurteilen, ob das Gefäß wirklich in dem namengebenden Ort hergestellt worden ist. So findet sich im ältesten Siegburger Produktionsspektrum helltonige Keramik, die wie in Pingsdorf rot bemalt ist.

### Irdenware
Für das Rheinische Vorgebirge setzt die Herstellung der so genannten Badorfer Keramik in der späten Merowingerzeit um 700 n. Chr. ein, die Walberberger Ware ist wohl etwas später entstanden. Ware Pingsdorfer Art ist ab dem 10. Jahrhundert nachzuweisen.

### Rheinisches Steinzeug
Beim Steinzeug lässt sich durch technologische Änderungen, höhere Brenntemperaturen sowie Veränderung der Tonzusammensetzung ein völlig versinterter und demnach wasserundurchlässiger Scherben erzielen. In Siegburg wurde ab der Zeit um 1300 zunächst ein Frühsteinzeug, ab dem frühen 14. Jahrhundert das echte Steinzeug hergestellt. Weitere bedeutende rheinische Töpfereizentren des Mittelalters und der frühen Neuzeit sind in der Gegend von Aachen und Raeren, Langerwehe, Köln und Frechen zu lokalisieren.

### Chronologie
Die relative Abfolge der Formen, Warenarten und Verzierungsformen rheinischer Keramik lässt sich anhand der Stratigraphie von Siedlungsgrabungen nachvollziehen. Eine absolute Datierung für diese relative Keramikchronologie lässt sich mit Hilfe von Münzschatzgefäßen, bei denen die enthaltenen Münzen einen Hinweis auf den Verbergungszeitpunkt geben können; sowie durch vereinzelte dendrochronologisch datierte Funde begründen.

## Verbreitung
Die Rheinische Keramik ist vor allem in West- und Nordeuropa weit verbreitet und fand sich in Nord- und Ostseeraum und sogar auf Gotland.
Besonders die Seefahrer aus England, Spanien und den Niederlanden benutzten ab dem späten 16. Jahrhundert Gefäße aus Keramik zur Vorratshaltung auf den Schiffen und verkauften die Keramikgefäße auch in ihre Kolonien. Rheinische Keramik wurde so beispielsweise auch nach Nord- und Mittelamerika und später nach Australien und nach Südostasien exportiert.

### Allgemein
- Im Krugbäckerland. In: Die Gartenlaube. Heft 7, 1867, S. 108, 110–111 (Volltext [Wikisource]).
- Otto von Falke: Das rheinische Steinzeug. 2 Bände. Berlin 1908.
- David R. M. Gaimster: German Stoneware, 1200–1900: Archaeology and Cultural History. British Museum Press, London 1997.
- David Gaimster, Mark Redknap, Hans-Helmut Wegner: Zur Keramik des Mittelalters und der beginnenden Neuzeit im Rheinland. Medieval and later pottery from the Rhineland and his markets. BAR International Series 440, Oxford 1988
- Andreas Heege: Die Keramik des frühen und hohen Mittelalters aus dem Rheinland. Stand der Forschung. Typologie, Chronologie, Warenarten (= Archäologische Berichte. Band 5). Holos, Bonn 1995, ISBN 3-86097-138-7 (Digitalisat).
- John Hurst, David S. Neal, H. J. E. van Beuningen: Pottery produced and traded in north – west Europe 1350–1650. Rotterdam Papers VI. A contribution to medieval archaeology. Den Haag 1986. S. 184–190.
- Karl Koetschau: Rheinisches Steinzeug. München 1924.
- Hartwig Lüdtke, Kurt Schietzel: Handbuch zur mittelalterlichen Keramik in Nordeuropa (= Schriften des Archäologischen Landesmuseums 6). 3 Bände. Neumünster: Wachholtz, 2001, ISBN 978-3-529-01818-3.
- Günter Mangelsdorf: Das Aachhorn von Greifswald – ein Beitrag zur mittelalterlichen Devotionalienkunde. Hrsg. Horst Keiling. Bodendenkmalpflege in Mecklenburg-Vorpommern, Jahrbuch 1991. Archäologisches Landesmuseum, Schwerin 1992, S. 219–225.
- Gisela Reineking von Bock: Steinzeug. Kunstgewerbemuseum der Stadt Köln. Köln 1986.
- Henning Stilke: Mittelalterliche keramische Münzschatzgefäße aus dem Rheinland. Greven, Köln 2003, ISBN 3-7743-0348-7, (=Kunst und Altertum am Rhein 143).
- Ingeborg Unger: Die Kunst des deutschen Steinzeugs. Collection Karl und Petra Amendt und der Krefelder Kunstmuseen. Krefeld 2013.

### Zu einzelnen Keramikgattungen und Töpferzentren
- Bernhard Beckmann: Der Scherbenhügel in der Siegburger Aulgasse. Rheinland-Verlag, Bonn 1975, ISBN 3-7927-0238-X, (= Rheinische Ausgrabungen, 16).
- Christoph Keller: Badorf, Walberberg und Hunneschans. Zur zeitlichen Gliederung karolingerzeitlicher Keramik vom Köln-Bonner Vorgebirge. In: Archäologisches Korrespondenzblatt, Band 34 (2004), 1, S. 125–137, ISSN 0342-734X.
- Markus Sanke: Die mittelalterliche Keramikproduktion in Brühl-Pingsdorf. Technologie – Typologie – Chronologie. Zabern, Mainz 2002, ISBN 3-8053-2878-8, (= Rheinische Ausgrabungen, 50).
- Fritz Tischler: Zur Datierung der frühmittelalterlichen Tonware von Badorf, Kreis Köln. In: Germania. Anzeiger der Römisch-Germanischen Kommission des Deutschen Archäologischen Instituts Band 30, 1944–1952, S. 194–200, ISSN 0016-8874, doi:10.11588/ger.1952.44462.